# Ziemann Sicherheit

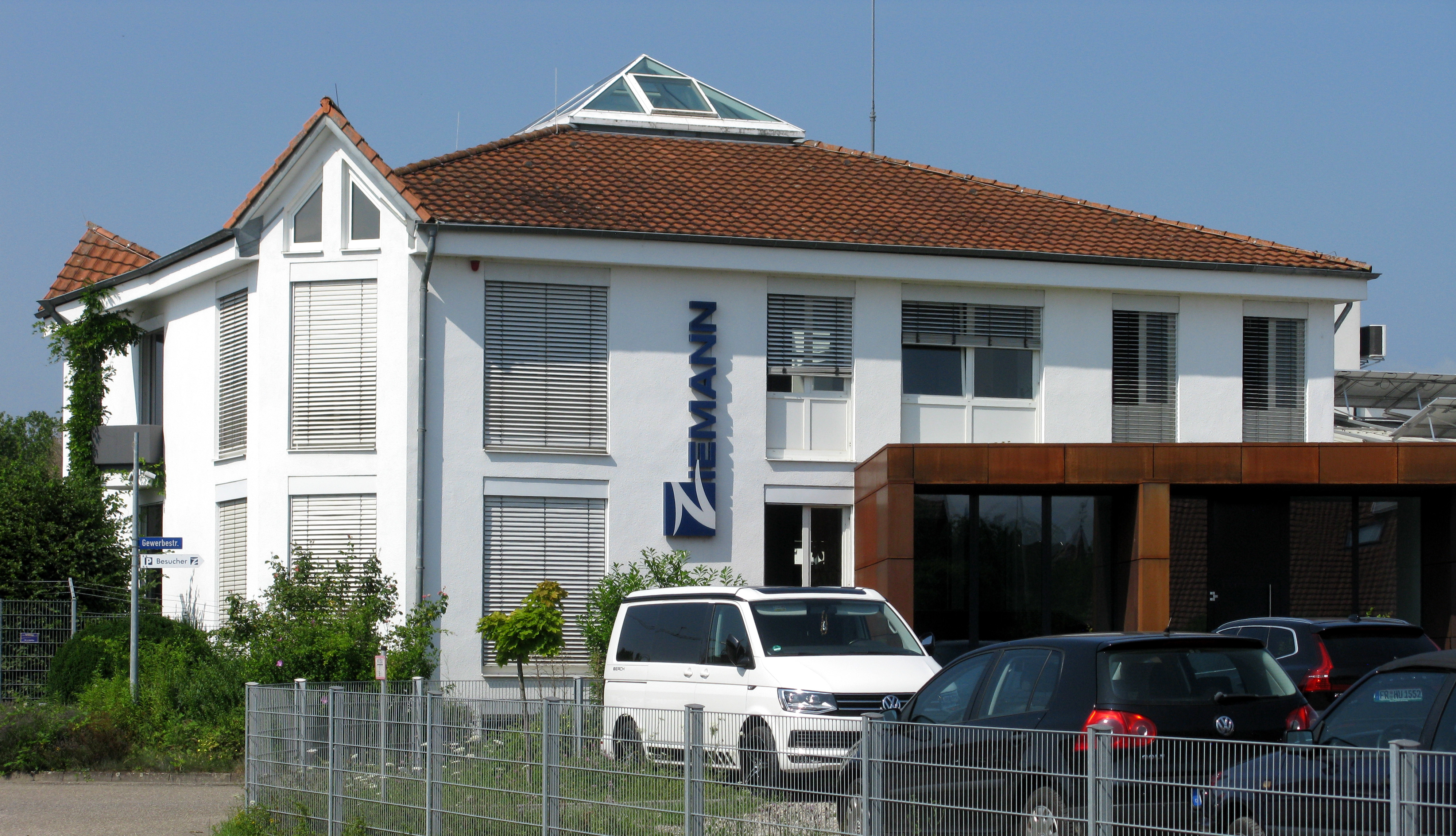
Ziemann in Schallstadt

Die Ziemann Sicherheit GmbH ist ein deutsches Werttransportunternehmen mit Sitz in Schallstadt bei Freiburg im Breisgau. Das Unternehmen ist das zweitgrößte im Bereich Geld- und Werttransport. Außerdem ist es in der Sicherheitslogistik und im Sicherheitsdienst tätig.
Ziemann Sicherheit machte 2020 einen Jahresumsatz von etwa 368 Mio. € (2020), hatte über 3.150 Beschäftigte in 30 Betriebsstätten und rund 600 Spezialfahrzeugen.

## Geschichte
Das Unternehmen wurde 1956 von Curt Ziemann gegründet und seit 1989 von der Familie Hisam geführt.
Im Rahmen eines Owner Buy Out übergab die Familie Hisam 2008 die Anteilsmehrheit am Unternehmen an Fonds der Hannover Finanz Gruppe, die dieser nahestehende GBK Beteiligungen AG erwarb 7,5 % der Anteile. Hans-Jörg Hisam blieb Minderheitsgesellschafter und geschäftsführender Gesellschafter in der Ziemann Sicherheit Holding GmbH und der operativen Tochterunternehmen.
2011 wurde die Ziemann Valor als Tochterunternehmen mit dem Geschäftszweck des Sorten- und Edelmetallhandels gegründet. 2012 wurde die Lübecker Geldzentrale und 2013 die unicorn Geld- und Wertdienstleistungen GmbH in Hannover gekauft. 2020 wurde die Ziemann Leitstelle GmbH gegründet. Ende 2021 wurde das Unternehmensportfolio mit dem Erwerb der MST Sicherheitstransportgesellschaft Mecklenburg mbH, der TransSecurity Sicherheitsservice GmbH und der Südalarm Czerulla GmbH vergrößert.
Die Ziemann Cashservice GmbH ist Mitglied im BDGW und die Ziemann Sicherheit GmbH im BDSW (Bundesverband der Sicherheitswirtschaft).
Im Januar 2019 gab die schwedische Loomis AB eine Vereinbarung zur vollständigen Übernahme von Ziemann Sicherheit bekannt. Die vom Bundeskartellamt definierten Auflagen führten Ende 2019 zu einem Rückzug der Loomis AB.

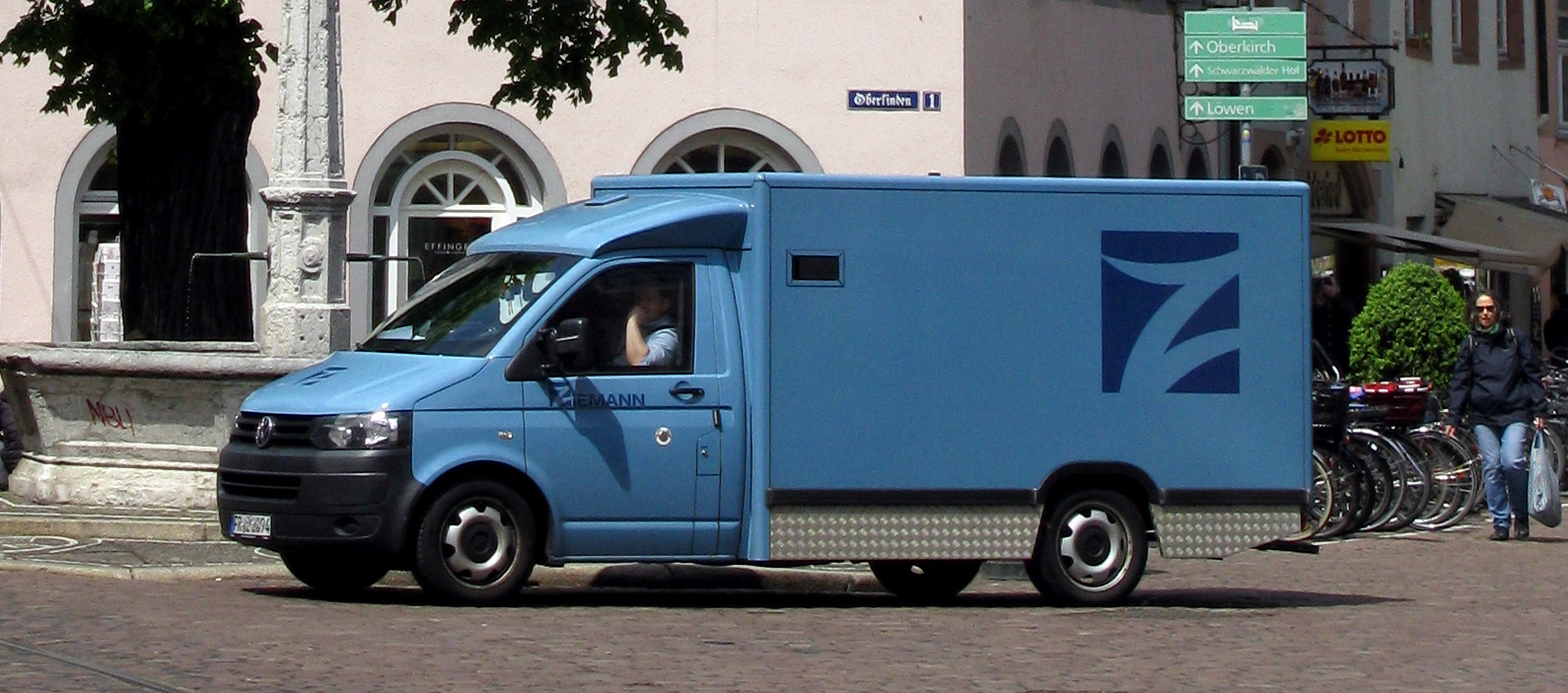
Werttransporter von Ziemann am Freiburger Oberlindenbrunnen

## Dienstleistungen
- Geld- und Werttransport, das Betreiben von Bargeldzentren, der Selbstbedienungs-Geräteservice im Bereich Bargeld und bargeldloser Zahlung, die Kuriertransporte sowie der Sicherheitsdienst.
- Geldautomaten-Services: Versorgungsfahrten, Analyse der Geldströme in Automaten.
- Cash Logistik Lösungen: Zentralkassenfunktion mit Echtheitsprüfung, automatisches Zählen des Geldes sowie Geldbündelung und Einzahlung auf Konten.
- Sicherheitskonzepte, Notruf- und Serviceleitstellen und Inhouse-Lösungen: Planung, Installation und Wartung von Einbruch-, Brand- und Videoüberwachungsanlagen.[6]

## Soziales Engagement
Mit der Organisation ChildFund Deutschland unterstützt Ziemann eine Organisation, die sich für Kinder- und Jugendprojekte einsetzt. Im Zuge dieser Zusammenarbeit unterstützte die Ziemann Gruppe die Renovierung eines Krisenzentrums für Mütter und Kinder in Lettland sowie den Bau eines Waisenhauses in der Ukraine.